# کیم یانگ دائه
کیم یانگ دائه (انگلیسی: Kim Yong-dae؛ زادهٔ ۱۱ اکتبر ۱۹۷۹) یک بازیکن فوتبال اهل کره جنوبی است.
وی همچنین در تیم‌های ملی فوتبال کره جنوبی کره جنوبی کره جنوبی بازی کرده‌است.